# Lupis

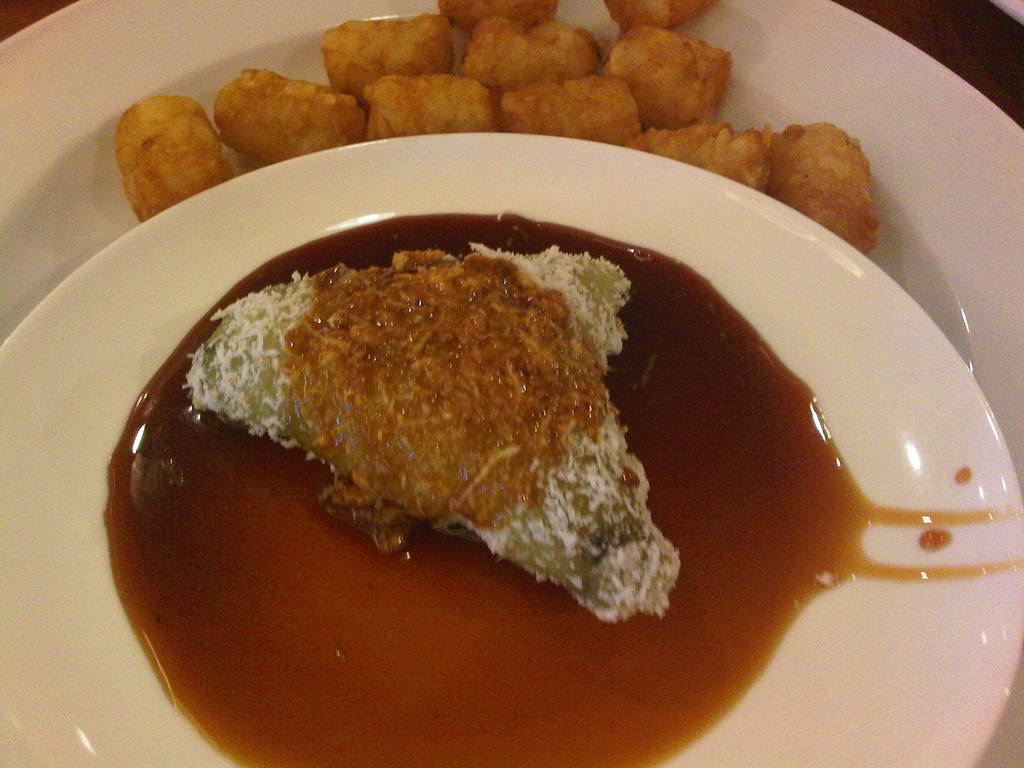
Un lupis cubierto de coco rallado, e impregnado con jarabe de azúcar de palma, sobre un plato.

Lupis (o lopis) es una comida tradicional de Indonesia y la isla de Java. Consiste de una masa compacta de arroz glutinoso que se puede endulzar agregándole una cubierta de coco rallado y jarabe (sirope, miel espesa) de azúcar de palma o azúcar de coco.
Suele comerse en el desayuno, como guarnición, o por la tarde como postrecillo a la hora del té.

## Uso regional
Es muy común en los mercados tradicionales de cualquier localidad de Indonesia, y en el centro y oriente de la isla de Java.[cita requerida]

## Preparación
Para prepararlo, se hierve el arroz en triangulitos individuales empaquetados en hojas de plátano durante más de una hora. Cuando se sirven (sin las hojas) se le espolvorea el coco rallado y se le vierte el jarabe de azúcar de palma.